# Kuldholmen
Kuldholmen is een langwerpig onbewoond eiland in de Zweedse Kalixälven. Het eiland heeft een oeververbinding naar Vestra Nybyn. Het heeft een oppervlakte van ongeveer 5 hectare. De afstand tot de westoever van de Kalixrivier is 25 meter, naar de oostoever meer dan 250 meter.